# José Deleito y Piñuela
José Deleito y Piñuela (Madrid, 28 de febrero de 1879-Madrid 19 de junio de 1957) fue un historiador y pedagogo español, que destacó por su actividad docente en la Universidad de Valencia. Concluida la guerra civil española, fue "depurado" y apartado de su cátedra en 1939 a pesar de su moderada ideología filo-krausista y de su respeto por el conjunto del alumnado, por encima de las posturas políticas. Abortada su trayectoria como maestro por las estrategias de poder favorecidas por el franquismo, dedicó el resto de su vida a la investigación. Entre sus obras más populares están su serie dedicada al reinado de Felipe IV y sus estudios sobre el teatro español en el siglo XIX y primer tercio del siglo XX.

## Biografía

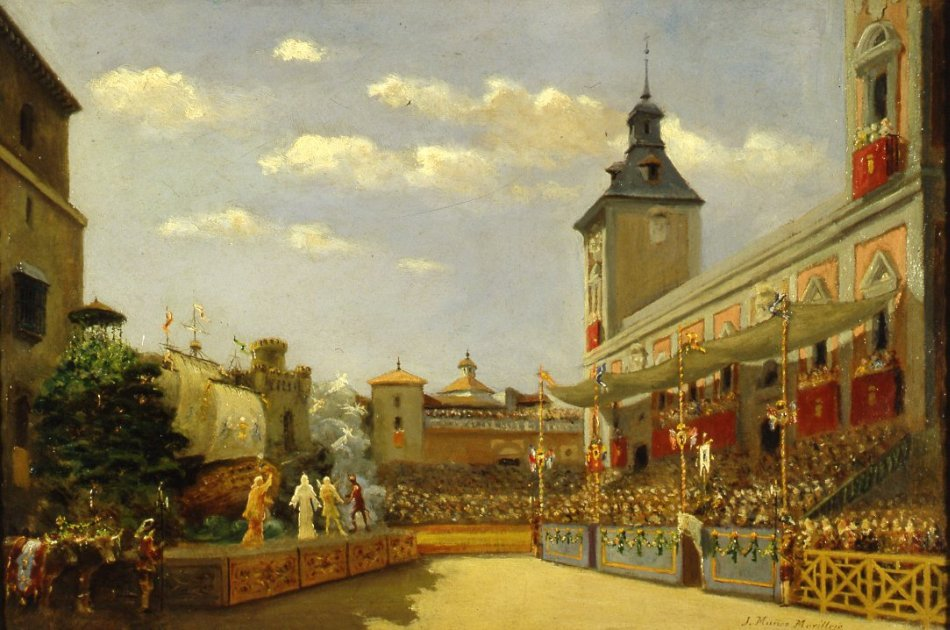
El teatro y el Madrid de los Austrias fueron dos constantes en la obra de José Deleito. En la imagen, una representación del auto de Calderón de la Barca, La Divina Filotea, ante la Casa Consistorial de Madrid en 1681. Obra de Joaquín Muñoz Morillejo.

Nacido en Madrid, «a veinte pasos de la Puerta del Sol», Deleito fue el primogénito (y durante muchos años hijo único) de una familia de clase media con raíces toledanas y salmantinas. Su padre, médico, quiso que también lo fuera el hijo, pero al joven Deleito le «horrorizaba la Medicina».
Le atraía más en su mocedad el ambiente teatral y entre bambalinas que se respiraba en el taller de su abuelo materno, tapicero y mueblista de los teatros madrileños de la segunda mitad del siglo xix. Un trabajo que les concedía a los Deleito y Piñuela el privilegio de disponer de palco gratis en varios locales de la capital española. Esa curiosidad por la escena, sus anécdotas e intimidades, le acompañó a lo largo de su vida y tuvo su reflejo en algunas de sus mejores obras de investigación histórica.
En 1888 ingresó en el Instituto San Isidro de Madrid, y completó sus estudios de bachiller en el Instituto Cardenal Cisneros, entre 1892 y 1896. Fue alumno brillante y desde muy joven admirador de la figura y el pensamiento de Francisco Giner de los Ríos. Se matriculó en Filosofía y Letras en la Universidad Central de Madrid, estudios que simultaneó con los de Derecho. En ese periodo tomó sus primeros contactos con la Institución Libre de Enseñanza. Doctorado sobresaliente con mención especial el 20 de octubre de 1900 y con una tesis dedicada a la cultura y sociedad españolas durante el reinado de Felipe IV, ingresó a continuación en la Escuela Normal de Madrid, donde recibió su certificado de aptitud pedagógica en 1901. Sus primeros escritos, además de la poesía que escribe desde los doce años, son artículos de trasfondo social que aparecieron en revistas de la época, como Sui Géneris (1901), El Pandemonium o la Revista Contemporánea (1902-1903).
Entró en la órbita krausista como discípulo de dos alumnos de Giner de los Ríos, Manuel Sales y Ferré y Rafael Altamira. Con ellos estudió y colaboró en el Centro de Estudios Históricos y en el Seminario de Historia de América y Contemporánea de España.
Como alumno destacado que había sido de Francisco Codera, en 1906 se desplazó a la ciudad del Turia, tras conseguir la cátedra de Historia Universal Antigua y Media en la Universidad de la capital valenciana, donde ejerció durante los siguientes treinta y cuatro años de su vida. 
En Valencia continuó con su labor periodística intelectual, colaborando en revistas y periódicos como La Lectura, El Pueblo y La Correspondencia de Valencia. En 1912 se casó con Virginia Ortega (hija de Juan Ortega Rubio, catedrático en la Universidad Central de Madrid); dos años después nació su hija Virginia.
En 1914 fue pensionado por la Junta para Ampliación de Estudios al objeto de investigar en Francia, Bélgica y Suiza, pero el estallido de la Primera Guerra Mundial solo le permitió hacerlo en dos localidades francesas cercanas a la frontera española, Burdeos y Bayona. Aquel año de 1914 también comenzó a colaborar en Valencia en la Institución para la Enseñanza de la Mujer. Otros organismos culturales de esta capital levantina que frecuentó y en los que desarrolló gran parte de su intensa tarea de investigación pedagógica, fueron el Ateneo Científico de Valencia, la Academia Jurídico Escolar valenciana, el Ateneo Mercantil y el Círculo Instructivo y Reformista.
En la década de 1930 fue encargado, junto con Manuel Azaña, de la redacción del tomo correspondiente a Felipe IV en la Historia de España que dirigía Ramón Menéndez Pidal. Azaña, entregado de lleno a la vida política con la proclamación de la Segunda República española, declinó en Deleito la realización total de la obra.

### Ideología y pedagogía
Maestro vocacional, desde que pudo y hasta donde le dejaron dedicó su vida a la docencia. Seguidor de los planteamientos del pensamiento krausopositivista, dejó escrito: "Mi filiación política, de manera exterior, está en las izquierdas. No estoy adherido a ningún partido, no por cuquería, sino porque el hecho de estarlo, sobre todo para sus más destacadas figuras, equivale a ser mártir o verdugo".
Alumnos y compañeros de institución han coincidido en el retrato personal y profesional de José Deleito: hombre amable, tranquilo y con un ejemplar respeto por el alumnado. Colega indistintamente de liberales y conservadores, admirador de Francisco Pi y Margall y Emilio Castelar. Durante la guerra civil española, desarrolló una intensa tarea de mediador y en muchas ocasiones salvador de víctimas del torbellino y las represalias de las diferentes facciones republicanas en Valencia, ciudad que fue fiel al gobierno de la Segunda República hasta el final de la guerra. 
A pesar de su talante pacífico, su actitud neutral y labor de intercesión y cobijo durante la contienda, José Deleito fue una víctima más de los expedientes de "depuración" del gobierno de Franco. Apartado de su cátedra en 1940, entre los cargos que se le imputaron estaban, por ejemplo, el «censurar duramente al Fascismo italiano... y estar identificado plenamente con el espíritu de la Institución Libre de Enseñanza». De poco le valió su estrecha amistad con el marqués de Lozoya. Deleito, que recurrió varias veces solicitando —inútilmente— su reingreso a la docencia, dedicó ese último periodo de su vida a ampliar, ordenar y escribir gran parte del grueso de su obra de investigación histórica.
Deleito fue miembro titular del Centre International de Synthèse Historique de París y miembro Correspondiente de la Real Academia de la Historia de España. 
Un párrafo, escrito con apenas veintidós años de edad, que quizá sintetiza la ideología de José Deleito, pudiera ser este, extraído de su escrito titulado "Al Ministro de Instrucción Pública", que vio la luz en la revista El Cardo, año 1901. Dice así:

Un pueblo que consume cantidades fabulosas en presupuestos de Guerra, Marina y Clero; que sostiene flamantes y ruinosas embajadas en todas las naciones.../... un pueblo que deja hundirse las escuelas y levanta plazas de toros, está condenado a la muerte, no tiene razón alguna de existencia.
José Deleito y Piñuela 

El profesor Deleito fue readmitido poco antes de su jubilación en el claustro de la Universidad de Valencia, pero solo para «investigar sin dar clase» porque se negó a rectificar algunos puntos de su programa docente. José Deleito murió en Madrid, a los 78 años de edad.

### Reconocimiento
A partir de finales de la década de 1980, con la reedición de parte de sus obras más atractivas en Alianza Editorial, y la recuperación —solo en círculos muy especializados— de su imagen como pionero de la renovación historiográfica y de la enseñanza de la Historia en niveles no universitarios, se han rescatado parte de sus propuestas «analizándolas en el contexto más amplio de alternativas renovadoras para la mejora general del sistema educativo».

## Obras
- «La tristeza de la Literatura Contemporánea.» Revista de Archivos, Bibliotecas y Museos, Madrid, 1911.
- El aislamiento de España en el pasado y el presente, Imprenta Hijos de F. Vives, Valencia, 1915.
- Historia universal / por Ernesto Lavisse ; versión española, adaptación, adiciones y continuación por José Deleito, [Madrid] : Espasa-Calpe , imp., 1916. 1927 2.ª ed., 1934 3.ªed.
- El declinar de la Monarquía española, Ed. Voluntad, Madrid, 1928 (2ª edición 1947).
- Estampas del Madrid teatral del siglo XIX, Editorial Saturnino Calleja, Madrid, ca. 1920; y Artes Gráficas Faure, ca. 1930, Madrid.
- El Rey se divierte, Espasa Calpe, Madrid, 1935.
- Sólo Madrid es Corte, Espasa Calpe, Madrid, 1942. Prólogo de Gabriel Maura Gamazo, Duque de Maura.
- También se divierte el pueblo, Espasa Calpe, Madrid, 1944.
- La mujer, la casa y la moda  (en la España del rey poeta), Espasa Calpe, Madrid, 1946.
- La mala vida en la España de Felipe IV. Prólogo de Gregorio Marañón.  Espasa-Calpe, Madrid, 1948.
- «Origen y apogeo del Género Chico.» Revista de Occidente, 1949.
- La vida religiosa española bajo el cuarto Felipe: Santos y pecadores,  Espasa Calpe, Madrid,1952.